# Luigi Calza (calciatore)
Luigi Calza (Pizzighettone, 6 aprile 1938) è un ex calciatore italiano, di ruolo centromediano.

## Carriera
Gioca in Serie A nel Campionato 1958-1959 nella SPAL di Paolo Mazza. Il suo esordio nella massima serie avviene a Napoli il 30 novembre 1958 in una gara a reti inviolate tra partenopei e ferraresi.
Dopo quella domenica Calza conquista il posto di titolare nella squadra allenata da Fioravante Baldi disputando 22 partite in Serie A.
Passa in seguito, come parziale contropartita per l'acquisto di Armando Picchi e Costanzo Balleri, al Livorno condotto da Arturo Silvestri in Serie C assieme all'altro spallino Paolo Morelli. Sempre nella medesima serie milita in seguito nella Sanremese e nella Cremonese.